# Perometra robusta
Perometra robusta is een haarster uit de familie Antedonidae.
De wetenschappelijke naam van de soort werd in 1937 gepubliceerd door Austin Hobart Clark.